# Galina Pedan
Galina Pedan (in cirillico: Галина Педан; Biškek, 29 maggio 1983) è un'ex ostacolista kirghisa.
Ha preso parte due volte consecutive ai Giochi olimpici rispettivamente ad Atene 2004 e a Pechino 2008.

## Record nazionali
- 400 metri ostacoli: 56"16 ( Almaty, 15 luglio 2004)

## Palmarès
| Anno | Manifestazione               | Sede      | Evento         | Risultato | Prestazione | Note |
| ---- | ---------------------------- | --------- | -------------- | --------- | ----------- | ---- |
| 1999 | Mondiali allievi             | Bydgoszcz | 400 m piani    | Batteria  | 57"99       |      |
| 2002 | Campionati asiatici juniores | Bangkok   | 400 m hs       | Argento   | 60"52       |      |
| 2004 | Giochi olimpici              | Atene     | 400 m hs       | Batteria  | 59"02       |      |
| 2005 | Campionati asiatici          | Incheon   | 400 m hs       | 8ª        | 59"05       |      |
| 2006 | Giochi asiatici              | Doha      | 400 m hs       | 5ª        | 58"12       |      |
| 2007 | Campionati asiatici          | Amman     | 400 m hs       | Bronzo    | 59"13       |      |
| 2008 | Campionati asiatici indoor   | Doha      | 400 m piani    | 6ª        | 57"02       |      |
| 2008 | Giochi olimpici              | Pechino   | 400 m ostacoli | Batteria  | 60"31       |      |